# Клаудија Грант
Клаудија Лесал (енгл. Claudia LeSalle) у Макросу, односно Клаудија Грант (енгл. Claudia Grant) у Роботеку, је измишљени лик из јапанских научнофантастичних аниме серија Макрос и њених наставака Макрос: Да ли се сећаш љубави? и Макрос: Флешбек 2012, као и Роботека, америчке адаптације Макроса.

## Макрос серијали
Клаудија је официр на мосту SDF-1 задужен за навигацију и оружје. Она и колегиница са моста Миса Хајасе (Лиса Хејз у Роботеку) су блиске пријатељице, а Клаудија јој често даје љубавне савете (нарочито када се погоршају Мисини односи са Хикаруом Ичијом (Рик Хантер)). На почетку своје војничке каријере Клаудија је постала девојка Роја Фокера и та веза је трајала све до Ројеве смрти.

## Роботек адаптација
Клаудија је старија сестра Винса Гранта и тетка Боуија Гранта. Њен лик се појављује и у наставку Роботека из 1987. године Сентинелима.